# Цибульник Олександр Сергійович
Олекса́ндр Сергі́йович Цибу́льник (нар. 9 січня 1993, Харків, Україна) — український футболіст, півзахисник хмельницького «Поділля».

## Біографія
Народився 9 січня 1993 року в Харкові. У ДЮФЛ виступав спочатку за харківський «Арсенал». Незабаром талановитого юнака помітили в «Металісті», і він опинився в дитячій академії найсильнішої харківської команди. Проте після завершення навчання Цибульник не став пов'язувати свою подальшу кар'єру з «Металістом» і підписав контракт з київським «Динамо».
Дебют Цибульника у футболці молодіжної команди «Динамо» випав на домашній матч з «Металістом», який відбувся 9 липня 2011 року. Олександр вийшов на поле в стартовому складі та відіграв 64 хвилини, після чого був замінений. У тій грі молоді динамівці поступилися з рахунком 1:2. Усього ж у своєму першому сезоні в команді Олександра Хацкевича Цибульник виходив на поле в 15 матчах. Проте вже в наступному сезоні футболіст став повноцінним гравцем основи «молодіжки», зігравши у 27 іграх сезону.
Улітку 2013 року тренер «молодіжки» Олександр Хацкевич очолив другу динамівську команду, що грала в Першій лізі. З собою він взяв низку гравців, зокрема й Цибульника. У професіональних змаганнях дебютував 14 липня 2013 року у виїзному матчі проти чернігівської «Десни», який завершився внічию 0:0, а Олександр провів на полі 64 хвилини, після чого був замінений на Олександра Чорноморця.
У липні 2016 року став гравцем «Черкаського Дніпра».

### Збірна
З 2008 по 2010 рік виступав за юнацькі збірні України до 16 та до 17 років.